# 擬石榴螺
擬石榴螺（学名：Eratoena sulcifera）为石榴螺科石榴螺屬下的一个种。